# Joachim Wach
Joachim Wach (25. ledna 1898, Chemnitz – 27. srpna 1955, Orselina) byl německý religionista, orientalista a historik náboženství. Zabýval se zejména metodologií religionistiky a sociologií náboženství.

## Život
Narodil se v Saské Kamenici. Po maturitě v roce 1916 strávil nějakou dobu na frontě první světové války. Už v roce 1917 ale začal se studiem filozofie, dějin náboženství a orientalistikou v Lipsku. Později přestoupil na Mnichovskou univerzitu a univerzitu ve Freiburku. Již roku 1924 získal docenturu díky práci o metodologii religionistiky. V roce 1929 dostal post profesora religionistiky na univerzitě v Lipsku. Roku 1935 byl nacistickým režimem zbaven funkce, což souviselo i s odejmutím doktorátu a byl nucen emigrovat do USA. Zde ještě ve stejný rok nastoupil jako profesor dějin náboženství na Brownově univerzitě. Po deseti letech přešel na univerzitu do Chicaga. V roce 1946 obdržel americké státní občanství. Joachim Wach zemřel 27. August 1955 v Orselině u švýcarského Locarna.